# Fredrik Vilhelm von Hessenstein
Fredrik Vilhelm von Hessenstein (Stoccolma, 17 marzo 1735 – Panker, 27 luglio 1808) è stato un generale e nobile svedese.
Era figlio illetiggimo del re Federico I di Svezia e della sua amante, Hedvig Taube.

## Biografia

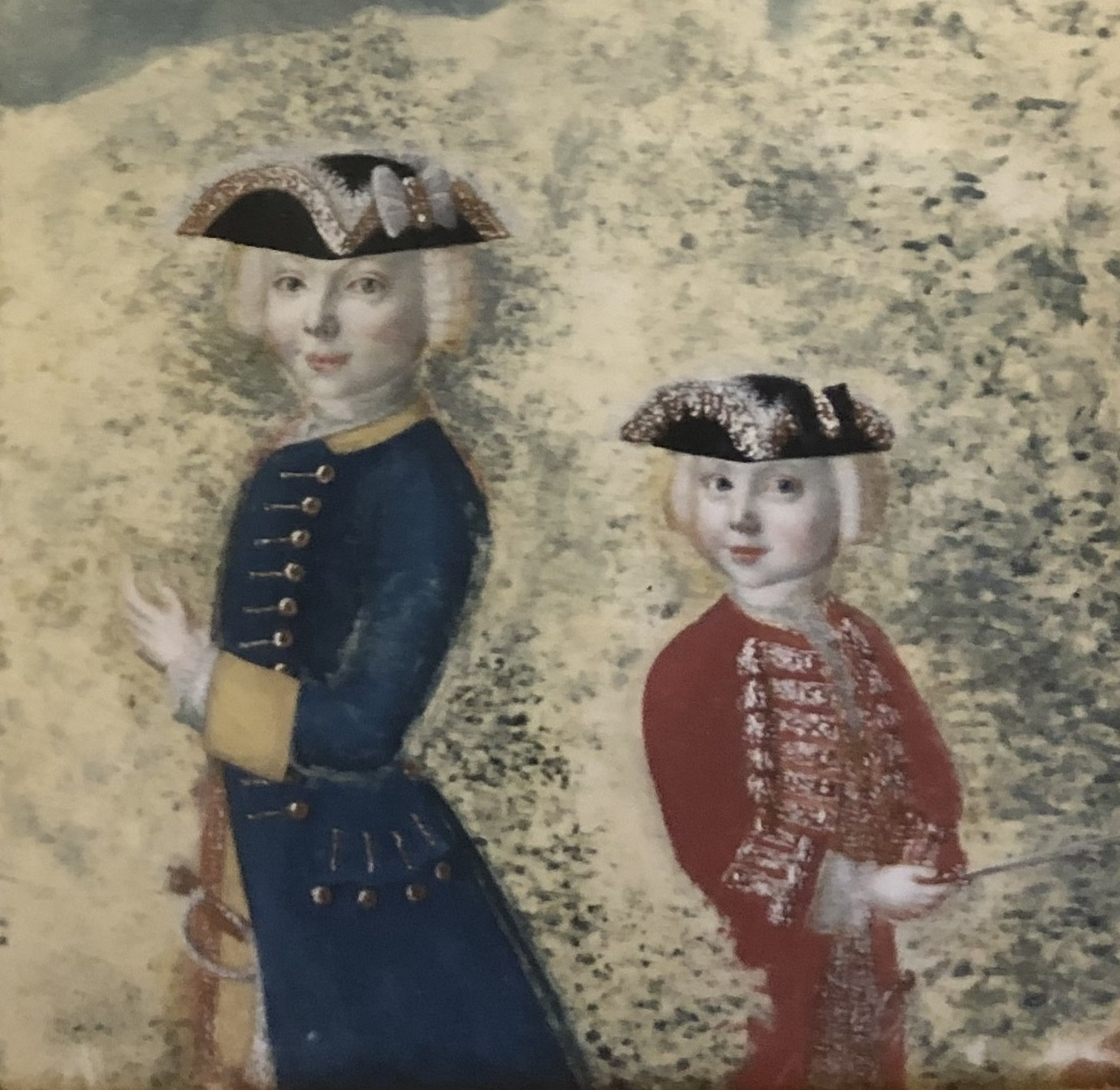
Federico Guglielmo e Carlo Edoardo di Hessenstein (c. 1745)

Nato a Stoccolma nel 1735, Fredrik Vilhelm von Hessenstein era figlio illegittimo di re Federico I di Svezia e della sua amante, Hedvig Taube. La sua condizione di figlio illegittimo gli precluse dalla nascita il titolo di principe reale, ma nel 1741 suo padre lo fece nominare conte del Sacro Romano Impero (in quanto il padre era formalmente anche langravio d'Assia-Kassel, uno stato tedesco), concedendogli la medesima dignità anche in Svezia nel 1742.
Intrapresa per volontà del padre la carriera militare, nel 1747 venne nominato colonnello del reggimento di fanteria Östgöta e nel 1756 fu promosso a maggiore generale. Nel 1759 gli venne conferito il grado di tenente generale e nel 1770 quello di generale. Nel 1772 ottenne il titolo di principe del Sacro Romano Impero.
Alla Guerra di Pomerania (1757-1762) partecipò con distinzione, ma nel contempo perseguì un certo interesse anche per la politica nazionale, affiliandosi al partito del Mösspartiet che, notoriamente, si opponeva al conservatorismo della monarchia svedese. Gustavo III di Svezia gli diede la possibilità di riscattarsi e divenire comandante in capo delle forze regie durante il colpo di stato del 19 agosto 1772, ma quando questi rifiutò venne imprigionato e rilasciato subito dopo il colpo di stato.
Malgrado differenti vedute, Gustavo III lo trattò sempre con profondo rispetto e lo nominò Feldmaresciallo nel 1773. Nel 1776, von Hessenstein divenne consigliere reale e governatore generale della Pomerania svedese. Nel 1791 decise di lasciare il servizio militare attivo.
Nel 1785 ottenne anche il titolo di principe in Svezia, ma non fu mai presentato come tale alla Camera dei Cavalieri. Nel 1799, re Gustavo IV Adolfo di Svezia gli conferì il titolo di Durchlaucht, forma germanizzata di Altezza Serenissima.
Si dice che abbia avuto una relazione con la principessa Sofia Albertina di Svezia, badessa, e che da questa relazione siano nati una figlia di nome Sofia e un figlio di nome Peter Niklas; i bambini vennero in seguito affidati al generale Gustav Badin che fu loro padre adottivo.
Morì nel 1808.
Insieme a suo fratello e sua sorella Edvige Amalia, la figura di Fredrik Vilhelm appare nel romanzo di Carl Jonas Love dal titolo Almqvist Herrarne på Ekolsund del 1847.

## Ascendenza
|                                    |                         |                                           | Genitori                                              |  |  | Nonni |  |  | Bisnonni                       |  |  | Trisnonni                      |  |
|                                    |                         |                                           |                                                       |  |  |       |  |  | 8. Guglielmo VI d'Assia-Kassel |  |  | 16. Guglielmo V d'Assia-Kassel |  |
|                                    |                         |                                           |                                                       |  |  |       |  |  | 8. Guglielmo VI d'Assia-Kassel |  |  | 16. Guglielmo V d'Assia-Kassel |  |
|                                    |                         | 17. Amalia Elisabetta di Hanau-Münzenberg |                                                       |  |  |       |  |  | 8. Guglielmo VI d'Assia-Kassel |  |  |                                |  |
| 4. Carlo I d'Assia-Kassel          |                         |                                           |                                                       |  |  |       |  |  | 8. Guglielmo VI d'Assia-Kassel |  |  |                                |  |
|                                    |                         | 9. Edvige Sofia di Brandeburgo            | 18. Giorgio Guglielmo di Brandeburgo                  |  |  |       |  |  |                                |  |  |                                |  |
|                                    |                         | 9. Edvige Sofia di Brandeburgo            | 18. Giorgio Guglielmo di Brandeburgo                  |  |  |       |  |  |                                |  |  |                                |  |
|                                    |                         | 9. Edvige Sofia di Brandeburgo            | 19. Elisabetta Carlotta del Palatinato-Simmern        |  |  |       |  |  |                                |  |  |                                |  |
| 2. Federico I di Svezia            |                         | 9. Edvige Sofia di Brandeburgo            |                                                       |  |  |       |  |  |                                |  |  |                                |  |
|                                    |                         | 10. Giacomo Kettler                       | 20. Guglielmo Kettler                                 |  |  |       |  |  |                                |  |  |                                |  |
|                                    |                         | 10. Giacomo Kettler                       | 20. Guglielmo Kettler                                 |  |  |       |  |  |                                |  |  |                                |  |
|                                    |                         | 10. Giacomo Kettler                       | 21. Sofia di Prussia                                  |  |  |       |  |  |                                |  |  |                                |  |
| 5. Amalia di Curlandia             |                         | 10. Giacomo Kettler                       |                                                       |  |  |       |  |  |                                |  |  |                                |  |
|                                    |                         | 11. Luisa Carlotta di Brandeburgo         | 22. Giorgio Guglielmo di Brandeburgo (= 18)           |  |  |       |  |  |                                |  |  |                                |  |
|                                    |                         | 11. Luisa Carlotta di Brandeburgo         | 22. Giorgio Guglielmo di Brandeburgo (= 18)           |  |  |       |  |  |                                |  |  |                                |  |
|                                    |                         | 11. Luisa Carlotta di Brandeburgo         | 23. Elisabetta Carlotta del Palatinato-Simmern (= 19) |  |  |       |  |  |                                |  |  |                                |  |
| 1. Fredrik Vilhelm von Hessenstein |                         | 11. Luisa Carlotta di Brandeburgo         |                                                       |  |  |       |  |  |                                |  |  |                                |  |
|                                    | 12. Evert Fredrik Taube | 24. Evert Taube                           |                                                       |  |  |       |  |  |                                |  |  |                                |  |
|                                    | 12. Evert Fredrik Taube | 24. Evert Taube                           |                                                       |  |  |       |  |  |                                |  |  |                                |  |
|                                    | 12. Evert Fredrik Taube | 25. Elisabet Catharina Wrangell           |                                                       |  |  |       |  |  |                                |  |  |                                |  |
| 6. Edvard Didrik Taube             | 12. Evert Fredrik Taube |                                           |                                                       |  |  |       |  |  |                                |  |  |                                |  |
|                                    |                         | 13. Beata Elisabet Wrangel                | 26. Didrik Hermansson Wrangel                         |  |  |       |  |  |                                |  |  |                                |  |
|                                    |                         | 13. Beata Elisabet Wrangel                | 26. Didrik Hermansson Wrangel                         |  |  |       |  |  |                                |  |  |                                |  |
|                                    |                         | 13. Beata Elisabet Wrangel                | 27. Magdalena Clerck                                  |  |  |       |  |  |                                |  |  |                                |  |
| 3. Hedvig Ulrika Taube             |                         | 13. Beata Elisabet Wrangel                |                                                       |  |  |       |  |  |                                |  |  |                                |  |
|                                    |                         | 14. Henrik Conradsson Falkenberg          | 28. Conrad Falkenberg                                 |  |  |       |  |  |                                |  |  |                                |  |
|                                    |                         | 14. Henrik Conradsson Falkenberg          | 28. Conrad Falkenberg                                 |  |  |       |  |  |                                |  |  |                                |  |
|                                    |                         | 14. Henrik Conradsson Falkenberg          | 29. Catharina Carlsdotter Bonde                       |  |  |       |  |  |                                |  |  |                                |  |
| 7. Christina Maria Falkenberg      |                         | 14. Henrik Conradsson Falkenberg          |                                                       |  |  |       |  |  |                                |  |  |                                |  |
|                                    |                         | 15. Christina Maria Kruse                 | 30. Erik Sigvardsson Kruse                            |  |  |       |  |  |                                |  |  |                                |  |
|                                    |                         | 15. Christina Maria Kruse                 | 30. Erik Sigvardsson Kruse                            |  |  |       |  |  |                                |  |  |                                |  |
|                                    |                         | 15. Christina Maria Kruse                 | 31. Catharina Horn                                    |  |  |       |  |  |                                |  |  |                                |  |
|                                    |                         | 15. Christina Maria Kruse                 |                                                       |  |  |       |  |  |                                |  |  |                                |  |